# Аскен (Јон)
Аскен (фр. Asquins) насеље је и општина у источном делу централне Француске у региону Бургундија-Франш-Конте, у департману Јон која припада префектури Авалон.
По подацима из 2011. године у општини је живело 318 становника, а густина насељености је износила 14,72 становника/km². Општина се простире на површини од 21,6 km². Налази се на средњој надморској висини од 151 метар (максималној 331 m, а минималној 134 m).

## Демографија
| 1962. | 1968. | 1975. | 1982. | 1990. | 1999. | 2011. |
| ----- | ----- | ----- | ----- | ----- | ----- | ----- |
| 266   | 312   | 311   | 299   | 304   | 286   | 318   |

График промене броја становника у току последњих година